# Tillandsia lorentziana
Tillandsia lorentziana es una especie de planta epífita dentro del género  Tillandsia, perteneciente a la  familia de las bromeliáceas.  Es originaria de Bolivia de Brasil. Su nombre común es "clavel del aire rojo" porque, en la época de floración (primavera-verano), suele producir una flor recta de color rojo. 

## Taxonomía
Tillandsia lorentziana fue descrita por August Heinrich Rudolf Grisebach y publicado en Abhandlungen der Königlichen Gesellschaft der Wissenschaften zu Göttingen 19: 271–272. 1874.
Etimología
Tillandsia: nombre genérico que fue nombrado por Carlos Linneo en 1738 en honor al médico y botánico finlandés Dr. Elias Tillandz (originalmente Tillander) (1640-1693).
lorentziana: epíteto otorgado en honor del botánico Pablo G. Lorentz.
Sinonimia
- Tillandsia lorentziana f. simplex Kuntze
- Tillandsia lorentzii Andrews[2][3]